# Blue Murder (álbum)
| Críticas profissionais | Críticas profissionais |
| Avaliações da crítica  | Avaliações da crítica  |
| Fonte                  | Avaliação              |
| ---------------------- | ---------------------- |
| Allmusic               | [ 1 ]                  |

Blue Murder é o álbum de estréia da banda de hard rock Blue Murder, lançado em 1989. O disco é dedicado à memória de Phil Lynott, baixista e vocalista do Thin Lizzy falecido em 1986, com quem John Sykes havia trabalhado no álbum Thunder and Lightning, de 1983.

## Lista de faixas
Todas as canções escritas por John Sykes, exceto onde indicado.

### Lado A
1. "Riot" - 6:22
2. "Sex Child" - 5:51
3. "Valley of the Kings" (Sykes, Tony Martin) - 7:51
4. "Jelly Roll" - 4:44

### Lado B
1. "Blue Murder" (Carmine Appice, Sykes, Tony Franklin) - 4:54
2. "Out of Love" - 6:44
3. "Billy" - 4:12
4. "Ptolemy" - 6:30
5. "Black-Hearted Woman" (Appice, Franklin, Sykes) - 4:48

## Músicos

### Banda
- John Sykes - Guitarras, Vocais
- Tony Franklin - Baixo, backing vocals
- Carmine Appice - Bateria, backing vocals

### Músicos adicionais
- Nik Green - Teclados

### Outros
- Produzido por Bob Rock
- Engenharia, Mixagem e Gravação por Mike Fraser
- Masterização por Greg Fulginiti e John Golden